# Patrick D’Rozario
Patrick D’Rozario CSC (ur. 1 października 1943 w Padrishibpur) – bengalski duchowny katolicki kardynał prezbiter od 2016, arcybiskup Dhaki w latach 2011–2020, od 2020 arcybiskup senior archidiecezji Dhaki.

## Życiorys
14 czerwca 1962 wstąpił do Zgromadzenia Świętego Krzyża. 8 października 1972 otrzymał święcenia kapłańskie.
21 maja 1990 został mianowany przez Jana Pawła II biskupem Rajshahi. Sakry biskupiej 12 września 1990 udzielił mu biskup Dinadźpuru - Theotonius Gomes CSC. W dniu 3 lutego 1995 roku został mianowany biskupem Ćottogram. W dniu 25 listopada 2010 roku został mianowany arcybiskupem koadiutorem Dhaki. W dniu 22 października 2011 roku został mianowany arcybiskupem Dhaki. 9 października 2016 ogłoszono jego nominację kardynalską. Kreowany kardynałem prezbiterem Nostra Signora del SS. Sacramento e Santi Martiri Canadesi 19 listopada 2016. 30 września 2020 roku papież Franciszek przyjął jego rezygnację z funkcji arcybiskupa metropolity Dhaki.
1 października 2023 roku ukończył 80 lat, tracąc prawo do udziału w konklawe.